# Hanna Bennison
Hanna Ulrika Bennison (Lomma, 16 ottobre 2002) è una calciatrice svedese, centrocampista del Real Madrid e della nazionale svedese.

## Carriera

### Club

#### Gli inizi, Rosengard
Bennison inizia l'attività agonistica con la squadra di calcio femminile della società polisportiva GIF Nike di Lomma,  cittadina della contea della Scania dove nasce e cresce con i genitori.
In seguito si trasferisce al Rosengård dove compie la trafila delle formazioni giovanili fino ad essere aggregata alla prima squadra, facendo il suo debutto in Coppa di Svezia nella seconda fase dell'edizione 2017. Per il suo primo impiego in Damallsvenskan, livello di vertice del campionato svedese femminile di calcio, deve attendere il campionato 2018, quando il tecnico Jonas Eidevall la fa esordire il 21 aprile, nell'incontro della 2ª giornata, rilevando all'80' la norvegese Lisa-Marie Karlseng Utland. Quello stesso anno Bennison fa il suo debutto anche in UEFA Women's Champions League, giocando uno scampolo di partita quando, il 26 settembre, rileva Anja Mittag nell'incontro di ritorno dei sedicesimi di finale dell'edizione 2018-2019 vinto in casa per 2-0 con le russe del Rjazan'-VDV.
Eidevall la impiega con regolarità dalla stagione 2019, dove va a segno per la prima volta in campionato il 5 maggio, segnando al 12' la rete del parziale 2-0 sul Kopparbergs/Göteborg, incontro che poi le avversarie riescono a pareggiare sul 2-2. In quella stagione condivide con le compagne la conquista dell'11º titolo di Campione di Svezia, il 5º del club con la denominazione Rosengård.

#### Everton e Juventus
Il 24 agosto 2021 Bennison si è trasferita a titolo definitivo all'Everton, nella massima serie inglese.
Il 3 luglio 2024, Bennison passa a titolo definitivo alla Juventus, in Serie A, con cui firma un contratto triennale. Con le bianconere, ha collezionato complessivamente 35 presenze, due reti e un assist, contribuendo alla vittoria del campionato e della Coppa Italia.

#### Real Madrid
Il 2 luglio 2025, Bennison viene acquistata a titolo definitivo dal Real Madrid, nella massima serie spagnola, con cui sottoscrive un accordo triennale.

### Nazionale
Bennison viene chiamata dalla Federazione calcistica della Svezia (SvFF) per vestire le maglie delle nazionali giovanili fin dal 2017, inizialmente con la formazione Under-15 per passare l'anno successivo all'Under-16 con la quale gioca e vince l'edizione 2018 della Nordic Cup siglando anche 3 reti.
Quello stesso anno viene convocata dal tecnico dell'Under-17 Pär Lagerström, inserita in rosa nella squadra impegnata nelle qualificazioni all'Europeo di Bulgaria 2019 e al torneo delle quattro nazioni a San Pedro del Pinatar. Con la nuova giovanile debutta nel torneo UEFA il 17 ottobre 2018, partendo titolare nell'incontro vinto per 11-0 sulle avversarie pari età della Lettonia. Lagerström la impiega in tutti i sei contro disputati dalla sua nazionale nelle due fasi di qualificazione senza che la Svezia riesca ad accedere alla fase finale.
Dal 2019 viste prima la maglia della formazione Under-23, debuttando il 5 aprile con gli Stati Uniti in amichevole per poi disputare il torneo 4 nazioni, riservato alla categoria, di quell'anno a Loughborough nel Regno Unito. In seguito è inserita nella rosa della squadra Under-19 che disputa le qualificazioni all'Europeo di Georgia 2020, tuttavia a causa della pandemia di COVID-19, con la squadra che aveva passato il turno alla prima fase, il torneo viene sospeso dalla UEFA. In quell'occasione il tecnico Anders Johansson la impiega in tutti i tre incontri disputati e Bennison, nell'incontro d'esordio del 2 ottobre 2019, partecipa alla goleada siglando al 67' la rete del parziale 12-0 sull'Armenia, partita poi terminata 14-0 per le scandinave.
Già valutata dal commissario tecnico della nazionale maggiore Peter Gerhardsson nel corso del 2019, viene da questo convocata in occasione dell'amichevole con le campionesse del mondo in carica degli Stati Uniti, dove debutta rilevando al 64' Julia Zigiotti Olme nell'incontro perso per 3-2. Gerhardsson le concede nuovamente fiducia inserendola nella rosa delle calciatrici che disputano l'edizione 2020 dell'Algarve Cup, dove scende in campo in due dei tre incontri disputati dalla Svezia, compresa la finalina per il settimo posto che chiude, con un risultato sotto le aspettative, con la vittoria sul Portogallo. In seguito, il 1º dicembre 2020, debutta anche in un torneo ufficiale UEFA, nell'incontro vinto per 6-0 sulla Slovacchia nell'ambito delle qualificazioni, gruppo F, all'Europeo di Inghilterra 2022.

## Statistiche

### Presenze e reti nei club
Statistiche aggiornate al 17 maggio 2025.
| Stagione         | Squadra          | Campionato       | Campionato | Campionato | Coppe nazionali | Coppe nazionali | Coppe nazionali | Coppe continentali | Coppe continentali | Coppe continentali | Altre coppe | Altre coppe | Altre coppe | Totale | Totale |
| Stagione         | Squadra          | Comp             | Pres       | Reti       | Comp            | Pres            | Reti            | Comp               | Pres               | Reti               | Comp        | Pres        | Reti        | Pres   | Reti   |
| ---------------- | ---------------- | ---------------- | ---------- | ---------- | --------------- | --------------- | --------------- | ------------------ | ------------------ | ------------------ | ----------- | ----------- | ----------- | ------ | ------ |
| 2017             | Rosengård        | DS               | -          | -          | CS              | 1               | 0               | UWCL               | -                  | -                  | -           | -           | -           | 1      | 0      |
| 2018             | Rosengård        | DS               | 4          | 0          | CS              | 4               | 2               | UWCL               | 1                  | 0                  | -           | -           | -           | 9      | 2      |
| 2019             | Rosengård        | DS               | 18         | 3          | CS              | 1               | 0               | -                  | -                  | -                  | -           | -           | -           | 19     | 3      |
| 2020             | Rosengård        | DS               | 14         | 3          | CS              | 4               | 1               | UWCL               | 6                  | 2                  | -           | -           | -           | 24     | 5      |
| 2021             | Rosengård        | DS               | 12         | 2          | CS              | -               | -               | UWCL               | -                  | -                  | -           | -           | -           | 12     | 2      |
| Totale Rosengård | Totale Rosengård | Totale Rosengård | 48         | 8          | -               | 10              | 3               | -                  | 7                  | 2                  | -           | -           | -           | 65     | 13     |
| 2021-2022        | Everton          | WSL              | 22         | 1          | FAW             | 3               | 0               | -                  | -                  | -                  | WLC         | 4           | 0           | 29     | 1      |
| 2022-2023        | Everton          | WSL              | 21         | 3          | FAW             | 1               | 0               | -                  | -                  | -                  | WLC         | 3           | 1           | 25     | 4      |
| 2023-2024        | Everton          | WSL              | 20         | 1          | FAW             | 3               | 1               | -                  | -                  | -                  | WLC         | 4           | 1           | 27     | 3      |
| Totale Everton   | Totale Everton   | Totale Everton   | 63         | 5          | -               | 7               | 1               | -                  | -                  | -                  | -           | 11          | 2           | 81     | 8      |
| 2024-2025        | Juventus         | A                | 23         | 1          | CI              | 5               | 0               | UWCL               | 7                  | 1                  | SI          | -           | -           | 35     | 2      |
| Totale carriera  | Totale carriera  | Totale carriera  | 134        | 14         | -               | 22              | 4               | -                  | 14                 | 3                  | -           | 11          | 2           | 181    | 23     |

## Palmarès

### Club
- Campionato svedese: 1

Rosengård: 2019
- Campionato italiano: 1

Juventus: 2024-2025
- Coppa Italia: 1

Juventus: 2024-2025

### Nazionale
- Argento olimpico: 1

Tokyo 2020
- Algarve Cup: 1

2022